# Amele jezik
Amele jezik (amale; ISO 639-3: aey), jezik sada već bivše skupine Madang-Adelbert Range, uže skupine madang, podskupine gum, koji se govori u provinciji Madang između rijeka Gum i Gogol.
Govori ga 5 300 ljudi (1987 SIL) u 40 zaselaka. Tri su narječja: huar, jagahala i haija. Pismo: latinica.

## Vanjske poveznice
- Ethnologue (14th)
- Ethnologue (15th)